# Melamin

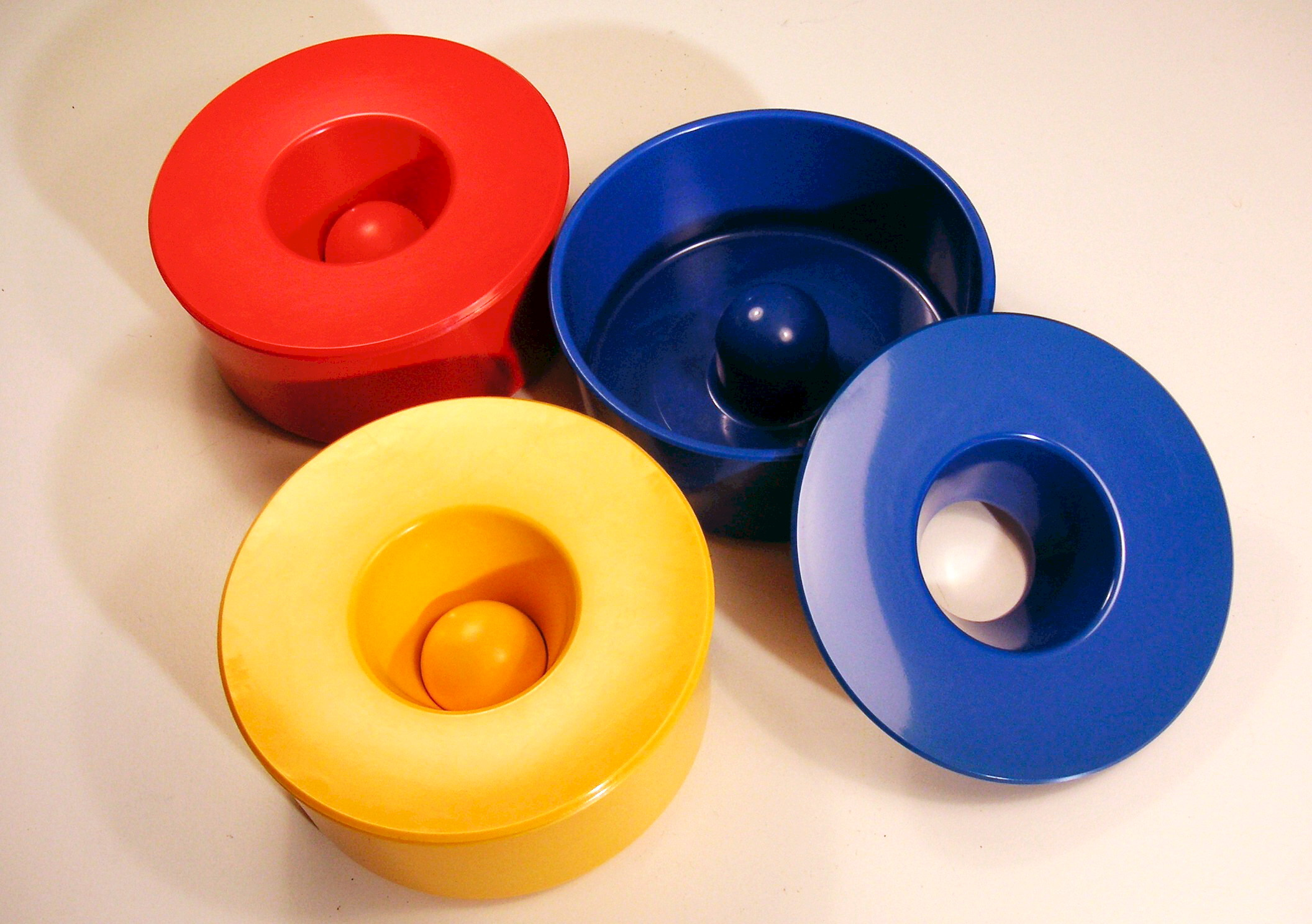
Gustavsbergs askkopp Kulan är tillverkad av melaminplast.

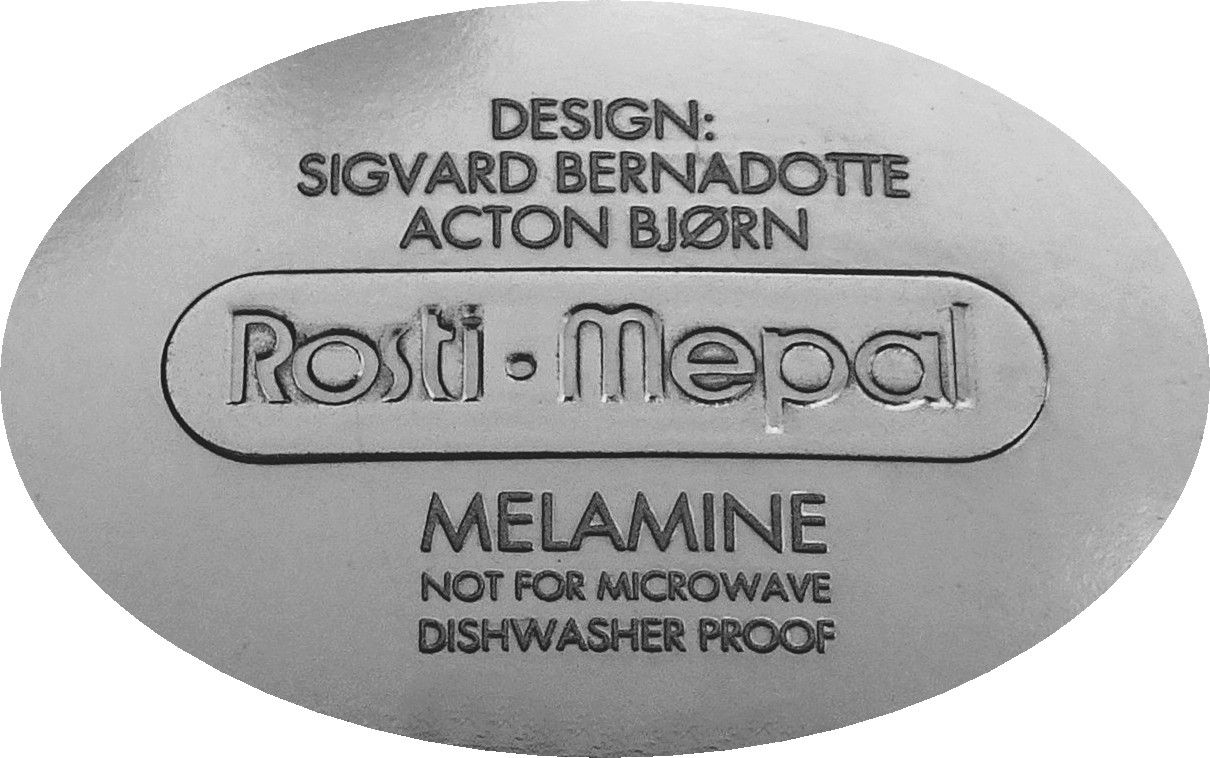
Märkning av produkt tillverkad i Melamin.

Melamin är en organisk förening, som tillhör den  heterocykliska gruppen. Föreningen är vit och har kristallin struktur. Den kemiska formeln är C3N3(NH2)3. Det kemiska namnet enligt IUPAC är 1,3,5-triazin-2,4,6-triamin.
Melamin framställs genom upphettning av cyanamid (H2NCN), som det är en trimer av. Det framställdes syntetiskt av den tyske kemisten Justus von Liebig 1834.

## Framställning
I industriell skala framställs melamin genom termisk sönderdelning av urea (CO(NH2)2) till cyansyra (HOCN) som sedan polymeriseras till melamin.
1.  {\displaystyle {\rm {(NH_{2})_{2}CO\ {\xrightarrow {\Delta }}\ HCNO+NH_{3}}}}
2.  {\displaystyle {\rm {6\ HCNO\rightarrow C_{3}N_{3}(NH_{2})_{3}+3\ CO_{2}}}}

## Användning
Melaminplast tillverkas genom kemisk reaktion mellan melamin och formaldehyd, och är en hård och mycket tålig härdplast som används till exempel till plasttallrikar, plastkoppar, plastskålar och i laminat till bordsytor, köksluckor och bänkskivor.
Melaminplast kan blandas i cement för att sänka vattenhalten och gör betongen tätare, starkare och mer motståndskraftig. Det underlättar också gjutningen genom att göra cementen mer lättarbetad.
Melamin används också som vattenavstötande ämne i sedlar.

## Risker
Melamin kan orsaka irritation av hud och slemhinnor och är skadligt att förtära. Melaminplast kan innehålla höga halter av formaldehyd. Formaldehyd är cancerframkallade och kan ge allergier.

## Kinesiska melaminskandalen

### Melamin i djurfoder
Våren 2007 upptäcktes i USA att vissa typer av djurfoder innehöll melamin, och det uppdagades att restprodukter av melamin upphandlades av kinesiska grossister som malde ner melaminet till ett pulver som ger intrycket av att vara protein vid provtagning, trots att det helt saknar proteinets övriga egenskaper. Det nermalda melaminet blir en billigare råvara och köparen tror att den får högvärdigt protein.

### Melamin i mjölkersättning
Hösten 2008 uppdagades i Kina, efter ett par dödsfall och tusentals insjuknade barn, att melamin tillsatts i mjölk, mjölkpulver och mjölkprodukter avsett för spädbarn. Melamin är rikt på kväve och har tillsatts för att proteinhalten i mjölkersättning ska verka högre än den egentligen är. Halten av kväve mäts i kvalitetskontrollen för att bestämma proteinhalten. Melamin i livsmedel kan även ge njursvikt med dödlig utgång.
Den kinesiske dissidenten, författaren och människorättskämpen Zhou Qing menar  att melaminskandalen bara är toppen på ett isberg. De avslöjanden som han gjort har presenterats i en uppmärksammad bok ”What kind of god” och i diverse artiklar i internationella tidskrifter. Hans budskap är att det politiska systemet inte vill ha en öppen granskning av industrimaten.

### Livsmedelsverket kommenterar
I samband med larmen gick Livsmedelsverket ut med information om melamin. Där konstaterades att de doser av melamin som konsumenten kan få i sig via livsmedel importerade till Sverige är mycket låga, och därför också risken att få några symptom. Vid mycket höga doser däremot kan melamin orsaka njursten, något som i sin tur kan orsaka inflammationer i uringångarna. Ännu högre doser kan orsaka dödsfall, vilket har inträffat i Kina.